# Daniel Strickner
Daniel Strickner (* 16. April 1997) ist ein österreichischer Fußballspieler.

## Karriere
Strickner begann seine Karriere beim SC Mils. 2006 wechselte er zum SV Fritzens. 2009 kam er in die Jugend der WSG Wattens. 2014 kehrte er zum SC Mils zurück, wo er fortan in der fünftklassigen Kampfmannschaft spielte.
Zur Saison 2017/18 kehrte er zum Zweitligisten WSG Wattens zurück. Sein Debüt in der zweiten Liga gab er im August 2017, als er am dritten Spieltag jener Saison gegen die Kapfenberger SV in der 74. Minute für Benjamin Pranter eingewechselt wurde.
Zur Saison 2018/19 wechselte er zur SPG Silz/Mötz.
Nach vier Jahren ging es für ihn weiter zum SV Hall und nach zwei weiteren Jahren wechselte er im Sommer 2024 zum Innsbrucker AC.